# Família de Barack Obama
A Família Obama é uma família afro-americana que descende de ingleses, indonésios e quenianos. Compreende a família do 44° presidente dos Estados Unidos, Barack Obama, que foi a primeira família negra a residir na Casa Branca e também a mais jovem desde a Família Kennedy.

## Cônjuge

### Michelle Obama

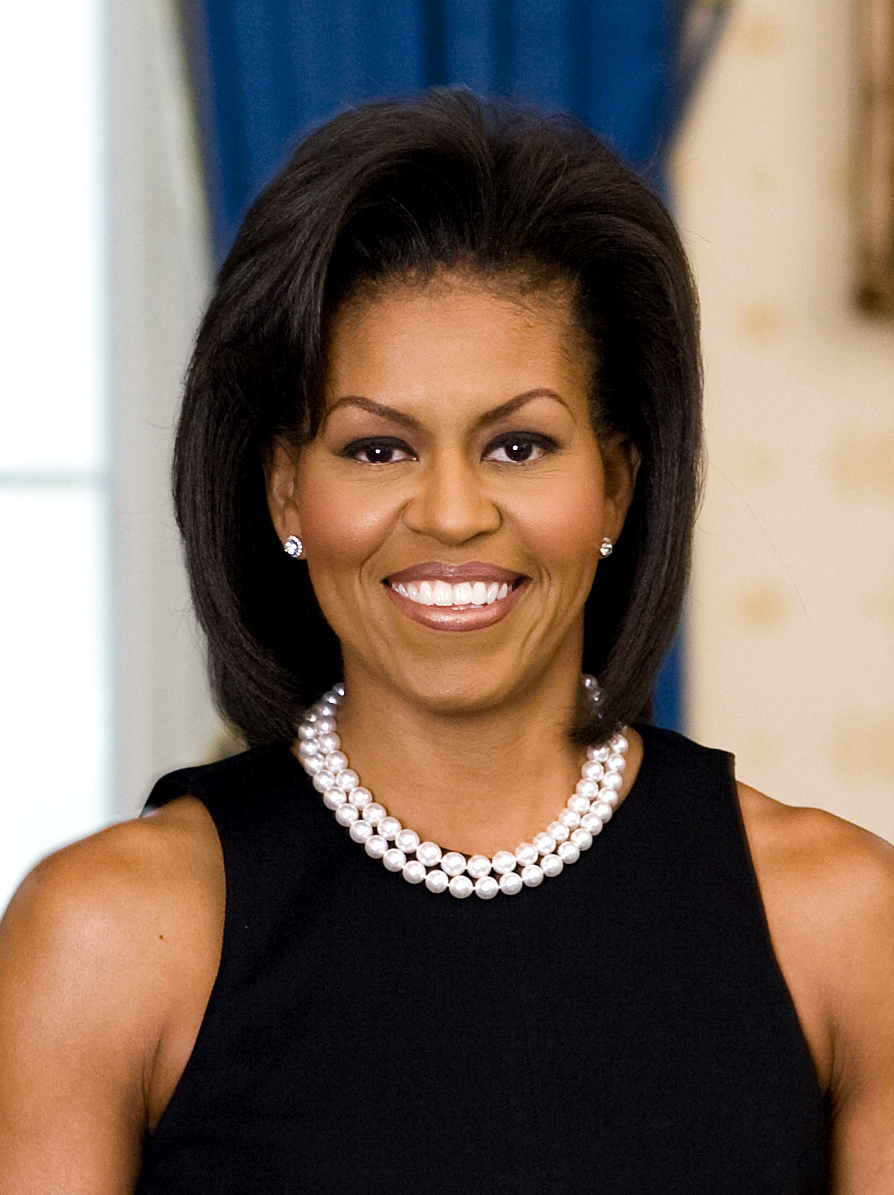
Michelle Obama

Michelle Robinson nasceu e cresceu em Chicago e graduou-se pela Universidade Princeton e Harvard Law School. Após completar seus estudos, ela retornou a Chicago e aceitou um emprego com a firma de advocacia Sidley Austin, onde conheceu seu futuro marido com quem casou-se em 1992. Subsequentemente, trabalhou como ajudante do prefeito de Chicago Richard M. Daley, e para a Universidade do Centro de Medicina de Chicago. Ao longo de 2007 e 2008, ela ajudou na campanha do lance presidencial de seu marido e remeteu uma deferência à Convenção Nacional Democrata de 2008. Ela tem duas filhas com Barack Obama: Natasha e Malia Ann. É a irmã de Craig Robinson, técnico de basquetebol masculino na Universidade do Estado do Oregon.

## Progenitores

### Sr. Barack Obama (pai)
Obama nasceu no Quênia. Ele era o filho de Onyango Hussein Obama (c. 1895-1979) com sua segunda esposa, Akumu Habiba. Os membros de sua família, cristãos ou muçulmanos, faziam parte da etnia Luo, porém Obama era ateu. Ele foi criado em Nyang’oma Kogelo, e casou-se com dezoito anos em uma cerimônia tribal com Kezia Obama, com quem teve quatro filhos.
De 1950 até 1953, Obama estudou na escola de Maseno, um colégio cristão. Sua professora descreveu Obama como muito forte, estável, confiável e amigável. Com 23 anos, Obama Sir cursou a Universidade do Havaí onde graduou-se em Junho de 1962, constantemente viajando para Cambridge, Massachusetts, onde começou a estudar na Universidade de Harvard.
Em Harvard, Obama conheceu uma professora americana chamada Ruth Nidesand. Ela o acompanhou quando ele retornou ao Quênia após ter recebido um grau de mestrado (AM) em economia de Harvard em 1965. Mais tarde, Nidesand tornou-se sua terceira esposa e teve 2 filhos com ele antes de se divorciarem.
Retornando ao Quênia, Obama Sir trabalhou em uma companhia de óleo e serviu como economista como Ministro de Transportes, depois tornou-se sênior em economia no Ministério de Finanças. Ele perdeu ambas as pernas em um acidente de carro e morreu em 1982 em uma batida de automóvel, com 46 anos de idade, em Nairobi. Obama Sir está enterrado em Alego, no Quênia.

### Ann Dunham
Stanley Ann Dunham Soetoro (29 de novembro de 1942 – 7 de novembro de 1995), conhecida como Ann Dunham, e mais tarde como Ann Sutoro,[carece de fontes?] foi uma antropóloga especializada no desenvolvimento de zonas e comunidades rurais. Natural do estado do Kansas, Dunham passou sua adolescência em Mercer Island, local próximo a Seattle, Washington, e a maior parte de sua vida adulta no Havaí.
Ann é a falecida mãe do ex-presidente dos Estados Unidos, Barack Obama, e de Maya Soetoro-Ng. Por duas vezes ela se casou com colegas estudantes, de países distantes sobre os quais ela nada sabia, e nas duas vezes os casamentos não deram certo, deixando com ela a responsabilidade de cuidar dos dois filhos.
A mãe de Obama era uma americana cuja família estava nos Estados Unidos há várias gerações. Ela era descendente principalmente de ingleses, mas também de escoceses, irlandeses, alemães, galeses, suíços e franceses. Segundo o próprio Obama escreveu em sua autobiografia, sua mãe também tinha algum antepassado distante que era um índio da etnia cherokee. A bisavó de Obama tinha muita vergonha dessa suposta ascendência indígena. Por outro lado, a avó de Obama tinha muito orgulho dessa origem. Porém, nos Estados Unidos é muito comum que pessoas afirmem que têm ascendência indígena, principalmente cherokee. Mas, na maioria dos casos, essa ascendência é fictícia, sendo parte apenas de um imaginário popular. Na árvore genealógica da mãe de Obama não existe nenhuma evidência que ela realmente tenha tido algum antepassado que fosse um índio cherokee.

## Irmãs

### Maya Soetoro-Ng
Maya Kassandra Soetoro-Ng (Jacarta, 15 de agosto de 1970) é a meia-irmã materna de Barack Obama. Ela era anteriormente uma professora de história do ensino médio e instrutora universitária, no Havaí.
Soetoro-Ng e Obama passaram vários anos juntos na Indonésia e no Havaí antes que sua mãe decidiu retornar à Indonésia com ela.
Após seus pais se divorciarem em 1980, seu pai se casou novamente. Desse casamento, Soetoro-Ng tem outro meio-irmão, Yusuf Aji Soetoro (n. 1981), e uma meia-irmã, Rahayu Nurmaida Soetoro (n. 1984).

### Auma Obama
Auma Obama (Nairóbi, 1960) é a meia-irmã paterna de Barack Obama. Ela é uma autora, jornalista e socióloga queniana. Em 1996, casou-se com um inglês, Ian Manners. Eles têm uma filha chamada Akinyi Manners (n. 1997). O casamento terminou em divórcio em 2006.

## Avós

### Madelyn Dunham
Madelyn Lee Payne Dunham (Peru, 26 de outubro de 1922 – Honolulu, 2 de novembro de 2008) é a avó materna de Barack.
Ela era vice-presidente do banco no Havaí. Obama disse que quando ele era criança, sua avó "lia para mim as linhas de abertura da Declaração de Independência e falou-me sobre os homens e mulheres que marcharam para igualdade porque acreditavam que estas palavras colocadas no papel há dois séculos deveriam significar algo."

### Stanley Dunham
Stanley Armour Dunham (Wichita, 23 de março de 1918 – Honolulu, 8 de fevereiro de 1992) é o avô materno de Barack Obama. Ele serviu como sargento do Exército dos EUA durante a Segunda Guerra Mundial, alistando-se logo após os ataques a Pearl Harbor. Ele morreu em Honolulu, Havaí, em 1992, e está enterrado no Cemitério Nacional de Punchbowl.

## Outros

### Lolo Soetoro
Foi o padrasto de Obama. Conheceu a mãe de Barack Obama, Ann Dunham, quando os dois eram estudantes na Universidade do Havaí. Por volta de 1966 Lolo Soetoro e Ann Dunham se casaram mas Soetoro precisou regressar à Indonésia quando seus cidadãos que estudavam no estrangeiro foram covocados a retornar ao país.

### Marian Shields Robinson
Marian Shields Robinson (Chicago, 29 de julho de 1937) - (Chicago, 31 de maio de 2024) foi a mãe de Michelle Obama, avó de Malia e Sasha e a sogra de Barack Obama. Marian era uma secretária. Durante a campanha de Barack e Michelle em 2008, Marian cuidou das suas netas. Algumas vezes é referida como Primeira Vovó.".

### Onyango Obama
Em 2011, o tio de Barack Obama, Onyango Obama, foi preso acusado de estar dirigindo embriagado. O presidente adiantou que ele não terá privilégios e deverá ser punido (e/ou extraditado para o Quênia) como qualquer outro cidadão americano.

## Animais

### Bo

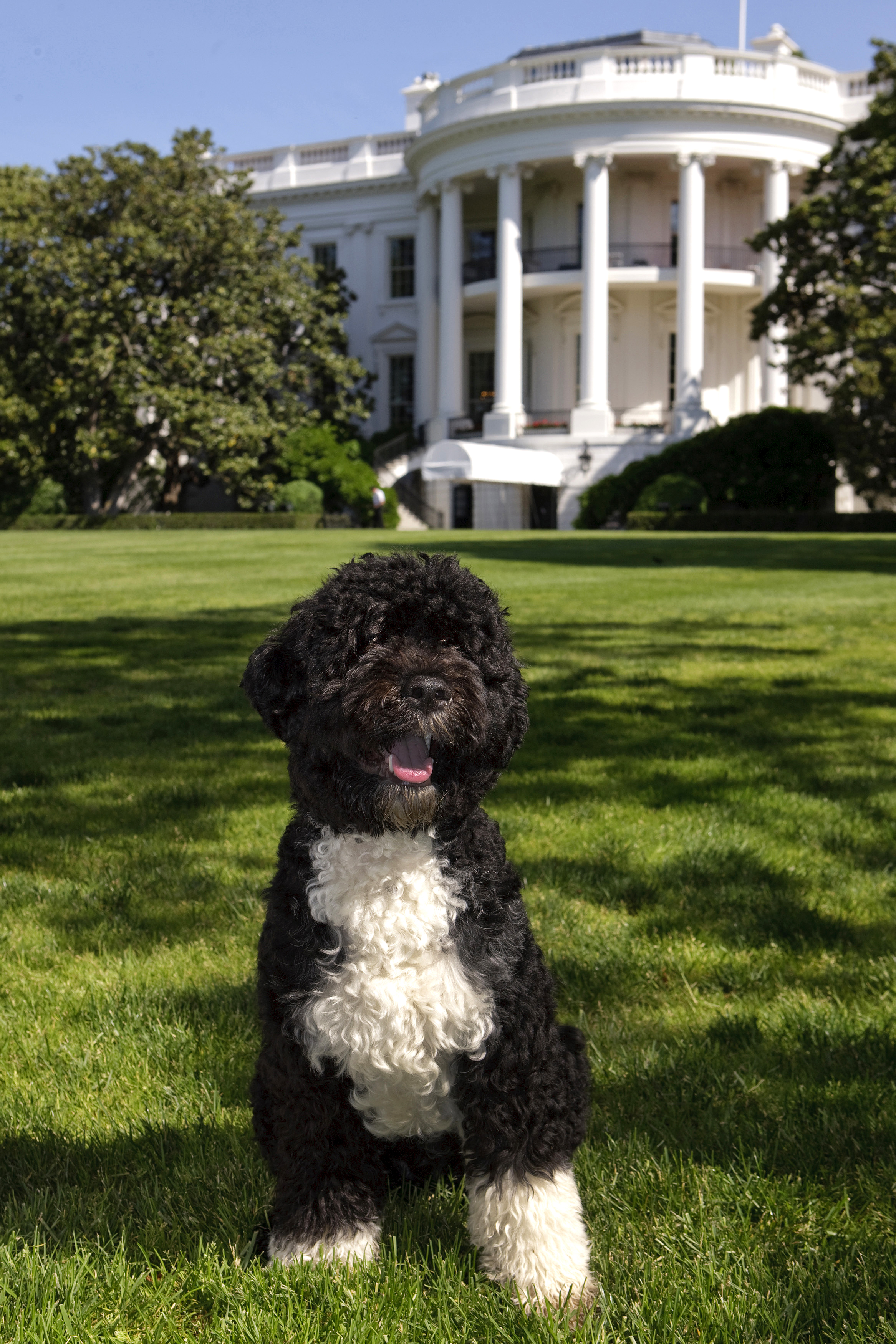
Retrato oficial.

Bo foi um dos cães de Barack Obama, morto em decorrência de câncer. Durante a campanha eleitoral, Barack Obama prometeu presentear com um cão a suas filhas, Malia e Sasha, por terem que aguentar a cansativa campanha, promessa que foi renovada no seu discurso de vitória, no dia 4 de novembro de 2008. Dois dias depois, ao ser questionado sobre o tema na sua primeira conferência de imprensa, Obama declarou que tinham preferência por um cão proveniente de um abrigo de animais, mas que o fato de sua filha Malia ser alérgica poderia obrigá-los a considerar um cão hipoalergênico, que são mais fáceis de conseguir entre animais de raça pura.
Finalmente, em 12 de abril de 2009, foi anunciado que a família Obama aceitaria um cão d'água português de seis meses de idade oferecido como presente pelo senador democrata Ted Kennedy. O cão, originário de criadores em Boyd, Texas, foi inicialmente comprado por uma família que devolveu-o aos vendedores por razões desconhecidas.

### Sunny

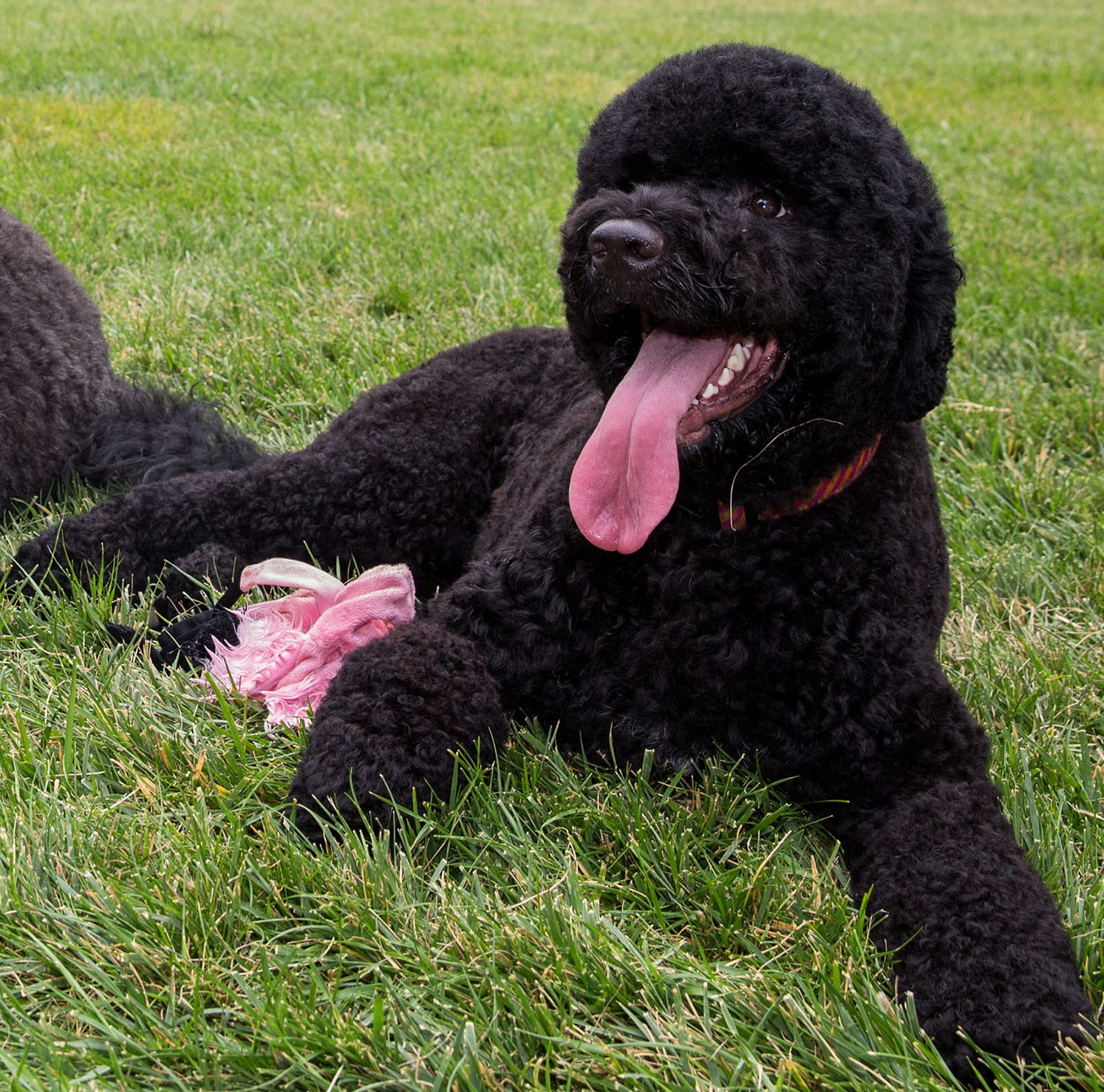
Sunny em 2013

Sunnuy (nascida em 11 de junho de 2012) é um cão de estimação da família Obama, a primeira família dos Estados Unidos. Sunny é uma fêmea Cão de Água Português, que tem sido chamado a irmã mais nova de Bo, que detém o título de primeiro cão dos Estados Unidos. Sunnuy foi introduzido através de primeira-dama Michelle Obama 's Twitter conta em agosto 19, 2013.